# Challenge del Príncep
El Challenge del Príncep (oficialment: Challenge du Prince Héritier Moulay El Hassan) són una sèrie de competicions ciclistes d'un sol dia que es disputen al Marroc. Són organitzades per la Federació marroquina de ciclisme. Es componen de tres curses: Trofeu del Príncep, Trofeu de l'Aniversari i Trofeu de la Casa Reial.
La primera edició es disputà el 2010 en honor del príncep Moulay Hassan, fill de Mohammed VI. Forma part del calendari de l'UCI Àfrica Tour amb una categoria 1.2.

## Palmarès

### Trofeu del Príncep
| Any       | Vencedor             | Segon                | Tercer             |
| --------- | -------------------- | -------------------- | ------------------ |
| 2010      | Roberto Richeze      | Abdelbasset Hannachi | Azedine Lagab      |
| 2011      | Azedine Lagab        | Philipp Mamos        | Abdelmalek Madani  |
| 2012      | Tarik Chaoufi        | Abdelmalek Madani    | Essaïd Abelouache  |
| 2013      | Adil Jelloul         | Rafaâ Chtioui        | Mouhssine Lahsaini |
| 2014      | Abdelati Saadoune    | Ismail Ayoune        | Adnane Aarbia      |
| 2015      | Salah Eddine Mraouni | Essaid Abelouache    | Anass Ait El Abdia |
| 2016      | Thomas Vaubourzeix   | Said Bdadou          | Abdellah Hida      |
| 2017      | Thomas Vaubourzeix   | Essaïd Abelouache    | Ahmet Akdilek      |
| 2019      | Jayde Julius         | Clint Hendricks      | Oussama Khafi      |
| 2020-2021 | No disputada         | No disputada         | No disputada       |
| 2022      | Achraf Ed Doghmy     | Oussama Khafi        | Lahcen Saber       |

### Trofeu de l'Aniversari
| Any       | Vencedor                 | Segon                | Tercer                   |
| --------- | ------------------------ | -------------------- | ------------------------ |
| 2010      | Mohammed Said El Ammouri | Azedine Lagab        | Adriano Angeloni         |
| 2011      | Volodímir Bileka         | Tarik Chaoufi        | Youcef Reguigui          |
| 2012      | Reda Aadel               | Adil Jelloul         | Tarik Chaoufi            |
| 2013      | Rafaâ Chtioui            | Adil Jelloul         | Yousef Mirza Bani Hammad |
| 2014      | Mouhssine Lahsaini       | Tarik Chaoufi        | Essaïd Abelouache        |
| 2015      | Essaid Abelouache        | Salah Eddine Mraouni | Anass Ait El Abdia       |
| 2016      | Soufiane Sahbaoui        | Mounir Makhchoun     | Mohcine El Kouraji       |
| 2017      | Umberto Marengo          | Ahmed Galdoune       | Charlie Meredith         |
| 2019      | Youcef Reguigui          | Elchin Asadov        | Clint Hendricks          |
| 2020-2021 | No disputada             | No disputada         | No disputada             |
| 2022      | Nasser Eddine Maatougui  | Adil El Arbaoui      | Achraf Ed Doghmy         |

### Trofeu de la Casa Reial
| Any       | Vencedor           | Segon                | Tercer             |
| --------- | ------------------ | -------------------- | ------------------ |
| 2010      | Adriano Angeloni   | Carles Torrent       | Abdelati Saadoune  |
| 2011      | Vladislav Boríssov | Youcef Reguigui      | Tarik Chaoufi      |
| 2012      | Abdelati Saadoune  | Tarik Chaoufi        | Reda Aadel         |
| 2013      | Maher Hasnaoui     | Mathieu Perget       | Soufiane Haddi     |
| 2014      | Tarik Chaoufi      | Salah Eddine Mraouni | Mohamed Er Rafai   |
| 2015      | Anass Ait El Abdia | Tarik Chaoufi        | Abdelatif Saadoune |
| 2016      | Mouhssine Lahsaini | Thomas Vaubourzeix   | Mohcine El Kouraji |
| 2017      | Ahmed Galdoune     | Matthias Legley      | Soufiane Sahbaoui  |
| 2019      | Youcef Reguigui    | Jayde Julius         | Elchin Asadov      |
| 2020-2021 | No disputada       | No disputada         | No disputada       |
| 2022      | Adil El Arbaoui    | Mohammed Saaoud      | Scott David        |